# 산타마리아코기나스
산타마리아코기나스(Santa Maria Coghinas, 갈루라어: Cuzina, 사르데냐어: Cuzina)는 이탈리아 사르데냐 주 사사리도에 있는 코무네이다. 칼리아리 북쪽으로 약 190 킬로미터 (120 mi), 사사리 (사르데냐) 북동쪽으로 약 35 킬로미터 (22 mi) 떨어져 있으며, 코기나스강 유역의 앙글로나 전통 지역에 위치한다.
산타마리아코기나스는 다음 지방 자치체와 접해 있다: 보르티지아다스, 불치, 페르푸가스, 세디니, 발레도리아, 비달바. 11세기 초부터 토레스 주디카토의 일부로 알려졌으며, 1983년부터 자치 코무네가 되었다.
관광 명소로는 도리아가 성과 로마네스크 건축-고딕 양식의 마돈나 델레 그라치에 교회가 있다.